# HD178628
HD178628 — хімічно пекулярна зоря спектрального класу B7, що має видиму зоряну величину в смузі V приблизно  6,3.
Вона  розташована на відстані близько 2630,3 світлових років від Сонця.

## Пекулярний хімічний склад
Зоряна атмосфера HD178628 має підвищений вміст 
Mn
.